# 2008 في ماليزيا
فيما يلي قوائم الأحداث التي وقعت خلال عام 2008 في ماليزيا.

## سياسة

### تعيين في المنصب
- 7 يناير – نجيب تون عبد الرزاق نائب رئيس وزراء ماليزيا [الإنجليزية]‏.
- 25 يناير – توم واتسون Parliamentary secretary [الإنجليزية]‏.

## رياضة
- 1 يناير – جائزة ماليزيا الكبرى للدراجات النارية 2008
- 1 يناير – كأس ماليزيا 2008 الفائز نادي كيدا دارول أمان.
- 23 مارس – جائزة ماليزيا الكبرى 2008 الفائز كيمي رايكونن.

## وفيات

### فبراير
- 13 فبراير – فيليب إس. كوربت (مواليد 1929) عالم حشرات بريطاني.

### يونيو
- 28 يونيو – غريغوري جونغ (مواليد 1925)

### سبتمبر
- 6 سبتمبر – نيكول لاي (مواليد 1974) موسيقية ماليزية.